# Stenia carillalis
Stenia carillalis là một loài bướm đêm trong họ Crambidae.